# Diastatea tenera
Diastatea tenera är en klockväxtart som först beskrevs av Asa Gray, och fick sitt nu gällande namn av Mcvaugh. Diastatea tenera ingår i släktet Diastatea och familjen klockväxter. Inga underarter finns listade i Catalogue of Life.